# Hipoteza geochemiczna
Hipoteza geochemiczna – jedna z hipotez dotyczących powstania wody na ziemi. Zakłada ona, że woda powstaje we wnętrzu skorupy ziemskiej i zostaje uwolniona z magmy w procesach wulkanicznych. Para wodna w gorącej magmie w temperaturze poniżej wartości krytycznej ulega skropleniu, tworząc roztwory hydrotermalne. Kiedy wulkan jest aktywny, woda zostaje uwolniona do atmosfery lub hydrosfery. Wody, które powstały z krzepnięcia magmy, nazywane są wodami juwenilnymi. Procesy wulkaniczne, w ramach których były wyrzucane duże ilości pary wodnej, ochładzały jednocześnie powierzchnię Ziemi, której skorupa była rozżarzona do temperatury powyżej 100 °C. Ciśnienie powietrza ze względu na nasycenie parą wodną wynosiło ok. 300 atmosfer. Dopiero późniejszy spadek temperatury powierzchni Ziemi umożliwiał opad wody do zagłębień, przez co utworzyły się praoceany. Zakłada się, że hydrosfera wytworzyła się w ten sposób po 500 milionach lat od powstania ziemskiego globu, czego świadectwem są skały osadowe liczące 3,8 miliarda lat. Początkowo zbiorniki wodne były ciepłe i płytkie, a zebrana w nich woda miała odczyn kwaśny, rozpuszczały się w niej gazy pochodzące zarówno z atmosfery, jak i w wyniku trwających procesów wulkanicznych. 
Alternatywnymi do hipotezy geochemicznej są: hipoteza solarna oraz hipoteza o pochodzeniu ziemskiej wody z komet i planetoid.